# Большие Бортники
Большие Бо́ртники (бел. Вялі́кія Бо́ртнікі) — агрогородок в Бобруйском районе Могилёвской области Республики Беларусь. Административный центр Бортниковского сельсовета.

## Население
- 1999 год — 871 человек
- 2009 год — 827 человек

## Культура
- Дом культуры
- Историко-краеведческий музей ГУО «Бортниковская средняя школа Бобруйского района»

## События и мероприятия
- 2022 год — районный фестиваль «Дожинки»

## Достопримечательности
- «Поселище-1», на левом берегу и выступе первой надпойменной террасы р. Ола, 0,6 км к юго-западу от агрогородка —  Историко-культурная ценность Республики Беларусь, шифр 512В000089
- «Поселище-2», 0,6 км к юго-западу от агрогородка —  Историко-культурная ценность Республики Беларусь, шифр 513В000088
- Стела в память о земляках, погибших в годы войны
- Арт-объект «Лукошко с картошкой». Установлен около картофелехранилища СПК «Гигант»[4].